# Darkness on the Edge of Town
Darkness on the Edge of Town — четвертий студійний альбом Брюса Спринстіна, виданий в 1978 році.

## Про альбом
Альбом ознаменував завершення трирічної перерви, викликаної судовими чварами з колишнім менеджером Майком Еппелом. Зі зрозумілих причин жодного синглу з платівки записано не було, що аж ніяк не завадило їй 97 тижнів залишатися в чартах. Зрештою Darkness on the Edge of Town був сертифікований як 3×Платиновий.
Під час роботи над Darkness on the Edge of Town Спринстін написав або записав безліч пісень, які він, зрештою, не включив до альбому. За словами Джиммі Айовіна, Спринстін написав, щонайменше, 70 пісень під час сесій, 52 з яких були записані, але не завершені. Деякі треки з невикористаного матеріалу стали хітами для інших виконавців. Приміром, композиція «Because the Night» стала найбільшим хітом співачки Патті Сміт. Зрештою, в 2011 році 33 треки з числа записаних під час сесій Darkness… все ж були офіційно випущені. Крім цього, в вересні 2010 року на Міжнародному кінофестивалі в Торонто був показаний документальний фільм про запис альбому.

## Список композицій
Всі пісні написані Брюсом Спринстіном.
| Перша сторона | Перша сторона            | Перша сторона |
| #             | Назва                    | Тривалість    |
| ------------- | ------------------------ | ------------- |
| 1.            | «Badlands»               | 4:01          |
| 2.            | «Adam Raised a Cain»     | 4:32          |
| 3.            | «Something in the Night» | 5:11          |
| 4.            | «Candy's Room»           | 2:51          |
| 5.            | «Racing in the Street»   | 6:53          |

| Друга сторона | Друга сторона                  | Друга сторона |
| #             | Назва                          | Тривалість    |
| ------------- | ------------------------------ | ------------- |
| 1.            | «The Promised Land»            | 4:33          |
| 2.            | «Factory»                      | 2:17          |
| 3.            | «Streets of Fire»              | 4:09          |
| 4.            | «Prove It All Night»           | 3:56          |
| 5.            | «Darkness on the Edge of Town» | 4:30          |